# Weißbach (Roda)
Der Weißbach ist ein linker Nebenfluss der Roda in Thüringen.

## Verlauf
Er entspringt in der Nähe von Rosendorf und fließt weiter im Gebiet der Seitentäler durch die Orte Karlsdorf und Weißbach und mündet bei Lippersdorf in die Roda. In seinem Einzugsgebiet liegt ein Teil der Tälerdörfer.

## Namensherkunft
Der Name leitet sich ab vom althochdeutschen hwiz bzw. dem mittelhochdeutschen wiz (weiß). Wie bei allen Farbnamen muss damit nicht die Farbe des Wassers gemeint sein. Wahrscheinlicher ist die Farbe der umgebenden Landschaft oder des Bachgrundes. Eine sichere Aussage ist diesbezüglich nicht zu treffen.